# Physalaemus cuqui
Physalaemus cuqui är en groddjursart som beskrevs av Lobo 1993. Physalaemus cuqui ingår i släktet Physalaemus och familjen Leiuperidae. IUCN kategoriserar arten globalt som livskraftig. Inga underarter finns listade i Catalogue of Life.